# Chionaema formosibia
Chionaema formosibia là một loài bướm đêm thuộc phân họ Arctiinae, họ Erebidae.